# Puiseux-en-France
Puiseux-en-France là một xã ở tỉnh Val-d’Oise, thuộc vùng Île-de-France ở miền bắc nước Pháp.